# BCF Arena
La BCF Arena (chiamata Patinoire Saint-Léonard fino al 2010) è una pista di ghiaccio situata in Svizzera.
Costruita nel 1982 a Friburgo, è la pista ufficiale del Friburgo-Gottéron, squadra della LNA del campionato svizzero di hockey su ghiaccio. Contiene 6.700 posti di cui 3.100 da seduti.